# Stèle juridique
Die Stèle juridique wurde 1927 bei Konsolidierungsarbeiten in der Hypostylenhalle im Karnak-Tempel (beim heutigen Luxor in Ägypten) gefunden. Sie ist dort im Neuen Reich verbaut worden.

## Geschichte
Die Stèle juridique, deren Name modern ist, stammt aus der Zweiten Zwischenzeit (um 1650 v. Chr.) und datiert unter König Nebereraw I., dessen Titel am Beginn des Stelentextes erscheinen. Die Stele besteht aus Kalkstein und ist 1,18 m hoch und 0,72 m breit und ist auf der Vorderseite mit 28 Zeilen eines hieroglyphischen Textes beschrieben.

## Inhalt
Der Text auf der Stele berichtet vom Verkauf des Amtes „Hatia-en-Necheb“ („Gaufürst/Bürgermeister von el-Kab“). Das Monument gilt als eines der wichtigsten dieser Art zur Provinzialverwaltung im Alten Ägypten. Es belegt die Ämtererblichkeit, aber auch die Möglichkeit Ämter zu verkaufen.
Ein gewisser Kebsi, der einen militärischen Titel trägt, war anscheinend in finanzielle Schwierigkeiten geraten. Er war der designierte Nachfolger im Amt des Bürgermeisters von el-Kab. Um sich aus seiner schwierigen Lage zu befreien, verkaufte er das Bürgermeisteramt an einen gewissen Sobeknacht I. Dazu wurden alte Urkunden aus dem Büro des Wesirs herbeigeschafft, die bewiesen, dass Kebsi wirklich der Erbe des Amtes war. Der ganze Vorgang wurde im Büro des Wesirs unter Anwesenheit von Zeugen besiegelt, worauf Sobeknacht die Rechte an dem Amt und wohl auch damit verknüpfte Einkünfte erhielt.